# Electronica
Electronica je širší název pro hudbu s elektronickými prvky. Do písně jsou vkládány nahrané zvuky (samply) pomocí elektronických zařízení, píseň je elektronickými zařízeními upravována (syntetizována) nebo je celá píseň především vytvořena pomocí elektronického zařízení (např. hudebním softwarem v počítači).
Electronica žánrově zasahuje elektronické hudební styly pomalé (downtempo, chill-out), rychlejší taneční (trance, dance, techno) až alternativní a populární hudbu.